# The Unforgettable Fire (canção)
"The Unforgettable Fire" é uma canção da banda irlandesa U2. É a quarta faixa do álbum The Unforgettable Fire, de 1984, e foi lançado como segundo single deste álbum em 1 de Abril de 1985. A canção se tornou o terceiro hit da banda a figurar no "Top 10" no Reino Unido, chegando a posição #6 no UK Singles Chart e #8 nos singles charts holandês, mas acabou não sendo um sucesso nos EUA.

## Faixas
| N.º | Título                                     | Duração |  |
| 1.  | "The Unforgettable Fire"                   | 4:56    |  |
| 2.  | "A Sort of Homecoming" (Live from Wembley) | 4:06    |  |
| 3.  | "Love Comes Tumbling"                      | 4:45    |  |
| 4.  | "The Three Sunrises"                       | 3:52    |  |
| 5.  | "Bass Trap"                                | 5:17    |  |

## Paradas e posições
| Paradas (1985)              | Melhor posição |
| --------------------------- | -------------- |
| Países Baixos Singles Chart | 4              |
| Irlanda Singles Chart       | 1              |
| Nova Zelândia Singles Chart | 3              |
| UK Singles Chart            | 6              |